# Associazione Sportiva Pescara 1964-1965
Questa voce raccoglie le informazioni riguardanti l'Associazione Sportiva Pescara nelle competizioni ufficiali della stagione 1964-1965.

## Rosa
| N. |                   | Ruolo | Calciatore           |
| -- | ----------------- | ----- | -------------------- |
|    | Italia (bandiera) | A     | Giuseppe Barone      |
|    | Italia (bandiera) | A     | Lorenzo Bonanni      |
|    | Italia (bandiera) | D     | Remo Bonzi           |
|    | Italia (bandiera) |       | Bottaro              |
|    | Italia (bandiera) | D     | Mario Cantarelli     |
|    | Italia (bandiera) | A     | Leo Caporale         |
|    | Italia (bandiera) | C     | Giacomo Conio        |
|    | Italia (bandiera) | C     | Romolo De Luca       |
|    | Italia (bandiera) | P     | Gino Di Censo        |
|    | Italia (bandiera) | D     | Visconti Follador    |
|    | Italia (bandiera) | C     | Antonio Giammarinaro |
|    | Italia (bandiera) | D     | Vincenzo Magni       |

| N. |                   | Ruolo | Calciatore          |
| -- | ----------------- | ----- | ------------------- |
|    | Italia (bandiera) | C     | Vincenzo Martella   |
|    | Italia (bandiera) | A     | Bruno Meneghetti    |
|    | Italia (bandiera) | A     | Enrico Minto        |
|    | Italia (bandiera) | D     | Angelo Misani       |
|    | Italia (bandiera) | C     | Claudio Nassi       |
|    | Italia (bandiera) | C     | Attilio Pieri       |
|    | Italia (bandiera) | D     | Giovanni Pietranico |
|    | Italia (bandiera) | C     | Edmondo Prosperi    |
|    | Italia (bandiera) | C     | Giuseppe Romoli     |
|    | Italia (bandiera) | C     | Claudio Tobia       |
|    | Italia (bandiera) | A     | Claudio Veronesi    |